# Jack Arigho
Pas d'image ? Cliquez ici

a Compétitions nationales et continentales officielles uniquement.

b Matchs officiels uniquement.
John Edward Arigho (10 juillet 1907 - 29 novembre 1999) est un joueur international irlandais de rugby à XV.
En club, il évoluait en club au Lansdowne Football Club,.

## Sélections en équipe nationale
Il a obtenu 16 capes internationales au poste d'ailier entre 1928 et 1931, et marqué 6 essais.